# Сосиска в тісті

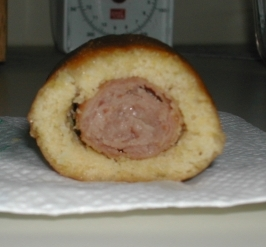
Корн-дог (сосиска в кукурудзяному тісті)

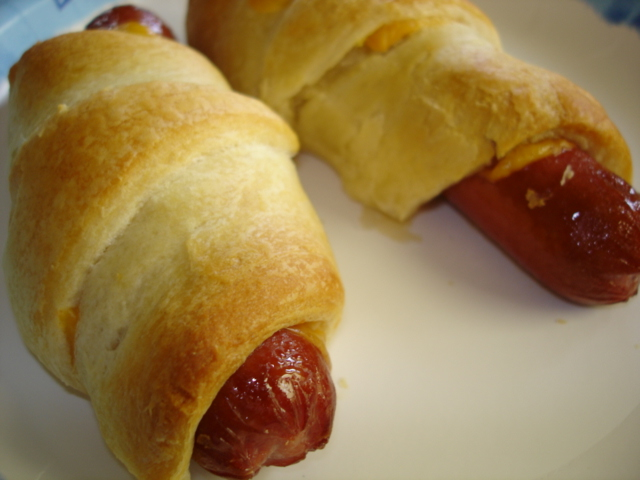
Pigs in a blanket — американський варіант

Сосиска в тісті — сосиска, покрита спірально накрученими у формі «ковбаски» здобним або листковим тістом і запечена в жаровій шафі. Сосиска в тісті — кулінарний виріб, що користується попитом у всьому світі. Особливо популярні в шкільних і студентських їдальнях.
Сосиска в тісті — німецький винахід, у Німеччині ця страва відома під назвою Würstchen im Schlafrock — «сосиска в нічній сорочці».
Пізніше цей рецепт поширився у Великій Британії і США під назвою Pigs in a blanket — «порося в ковдрі».
Із 1981 у Києві продається Київська перепічка — сосиска в тісті.

## Галерея
Процес приготування сосисок у тісті в домашніх умовах:

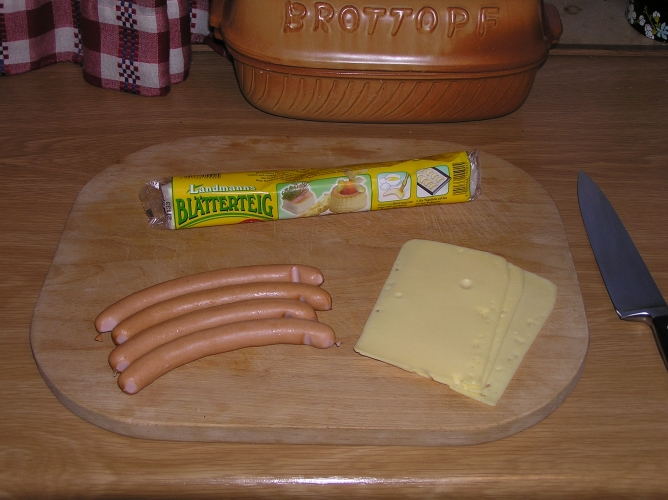
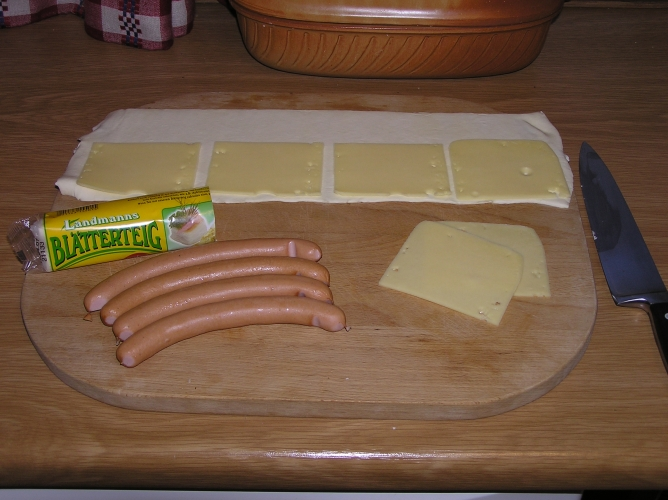
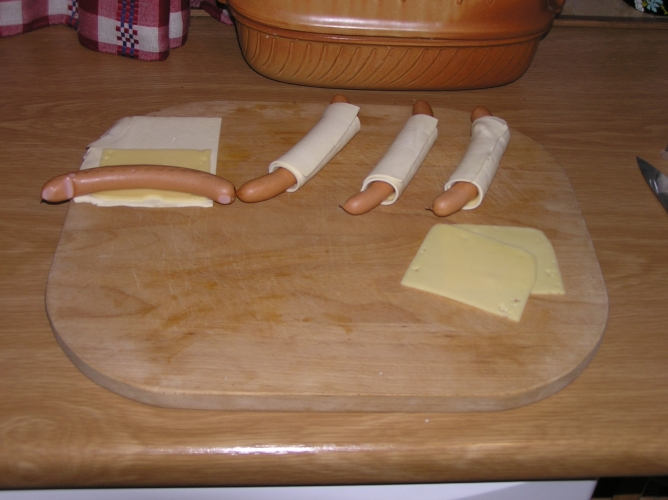
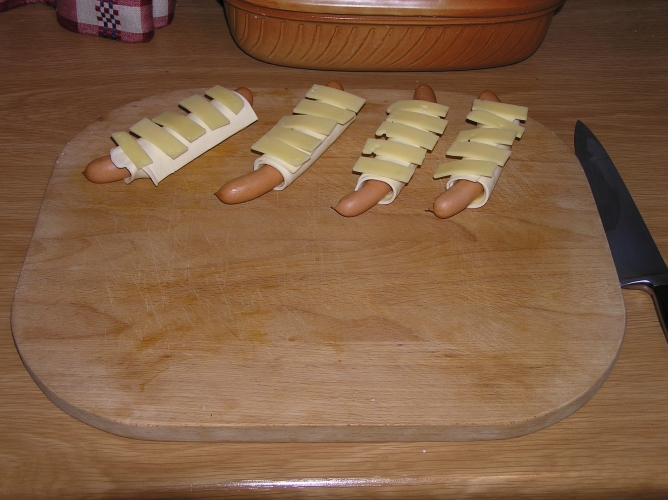
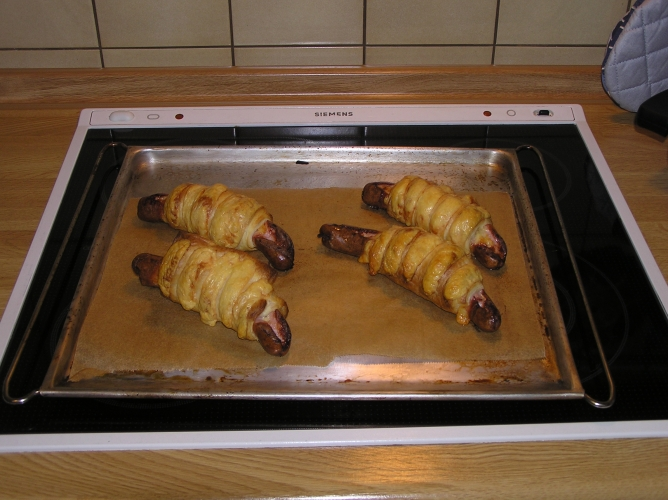